# لوکا د دومینیچیس
لوکا دِ دومینیچیس (ایتالیایی: Luca De Dominicis؛ زادهٔ ۵ ژوئیهٔ ۱۹۷۳) هنرپیشه اهل ایتالیا است.
از فیلم‌هایی که وی در آن نقش داشته‌است می‌توان به مصائب مسیح اشاره کرد.